# الهروب (فلم 1994)
ذا غيت أواي، وتعني باللغة العربية الهروب، وهو فيلم حركة تم إنتاجه عام 1994، من إخراج روجر دونالدسون، ومن بطولة أليك بالدوين وكيم باسنجر ومايكل مادسن وجنيفر تيلي وريتشارد فارنسورث وجيمس وودز، بلغت ميزانية الفيلم بمبلغ 37 مليون دولار، وحقق إيرادات بمبلغ 30 مليون دولار.